# 청전동

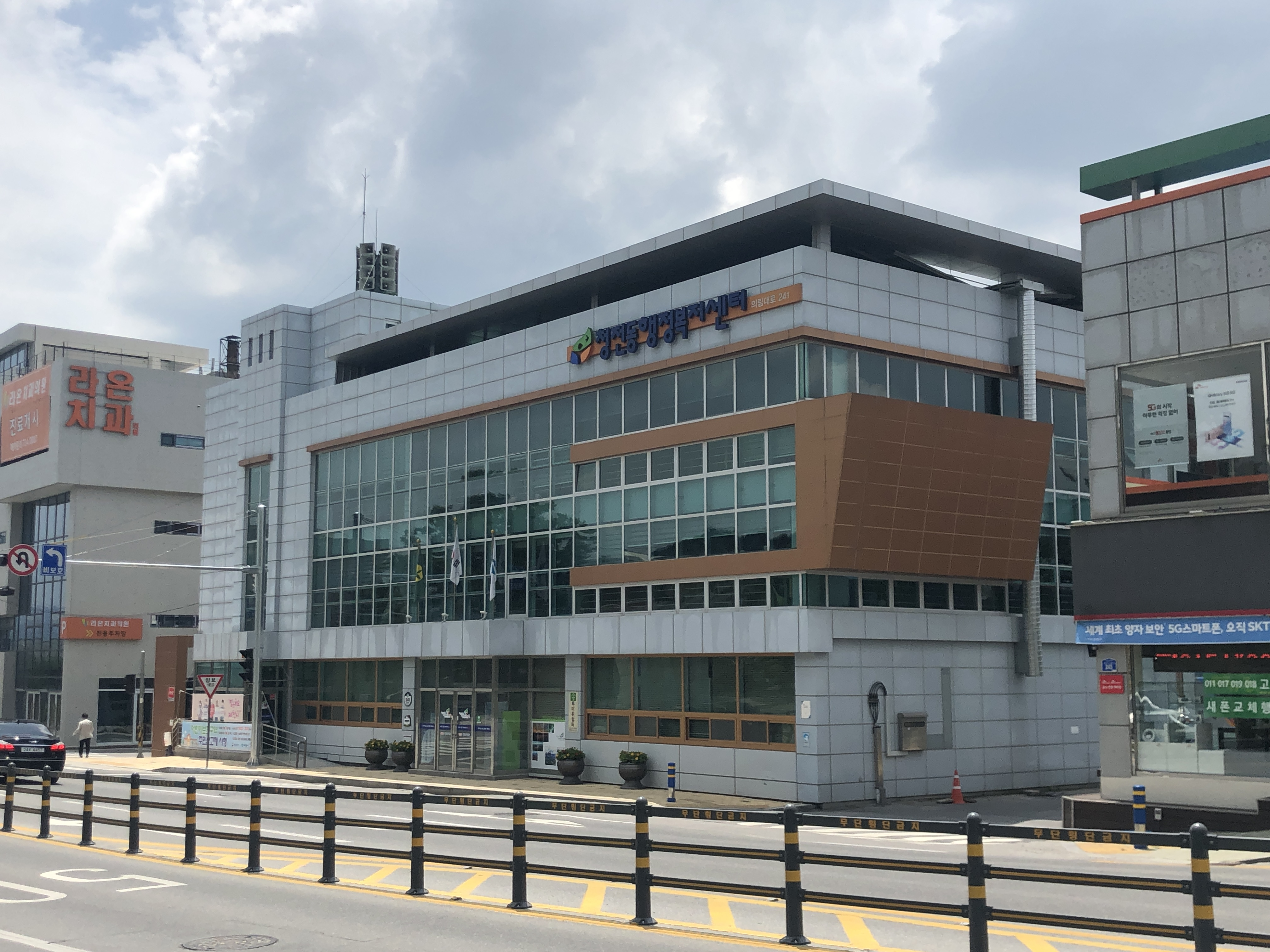
청전동행정복지센터

청전동(靑田洞)은 대한민국 충청북도 제천시의 행정동이자 법정동이다.

## 개요
청전동은 고층아파트, 연립형 주택 밀집 지역이며 청전2택지 개발로 인구과밀 지역이 되었다. 신흥 지역개발 지구 및 떠오르는 지역경제 선도 지역으로 청전대로 및 중앙통로로 관통하는 교통요충지이기도 하다.

## 법정동
- 청전동(靑田洞)
- 청전대로 15길 (靑田大路 15路)

## 교육
- 제천고등학교
- 제천여자중학교
- 대제중학교
- 중앙초등학교
- 청전초등학교[2]

## 아파트
- 청전동
  - 금용아파트
  - 시영아파트
  - 청전주공 1차 아파트
  - 청전주공 2차 아파트
  - 제천현대아파트
  - 덕일아파트
  - 비둘기아파트
  - 청전현대아파트
  - 이너팰리스
  - 성우한솔아파트
  - 청전중앙주택
  - 청전두진백로 1단지 아파트
  - 청전두진백로 2단지 아파트
  - 청전덕일한마음 아파트
  - 성한아파트
  - 형석아파트
  - 레체부르크

## 공원
- 제천시민공원
- 애뒤산